# Habronyx limbatus
Habronyx limbatus är en stekelart som beskrevs av Dasch 1984. Habronyx limbatus ingår i släktet Habronyx och familjen brokparasitsteklar. Inga underarter finns listade i Catalogue of Life.